# Stagecoach (Nevada)
Pour les articles homonymes, voir Stagecoach.
Stagecoach est une census-designated place (CDP) située dans le comté de Lyon, dans l’État du Nevada, aux États-Unis. D'après le recensement de 2020, sa population est de 2022 habitants.